# Wetherby
Wetherby je městys v metropolitním distriktu Leeds, metropolitním hrabství West Yorkshire v Anglie. Městys má 22 000 obyvatel a je známý svým dostihovým závodištěm. Městem protéká řeka Wharfe. Jediným partnerským městem Wetherby je francouzská obec Privas.

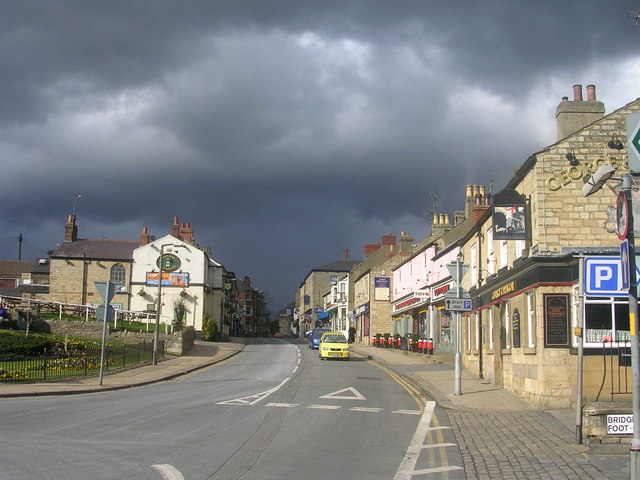
High Street
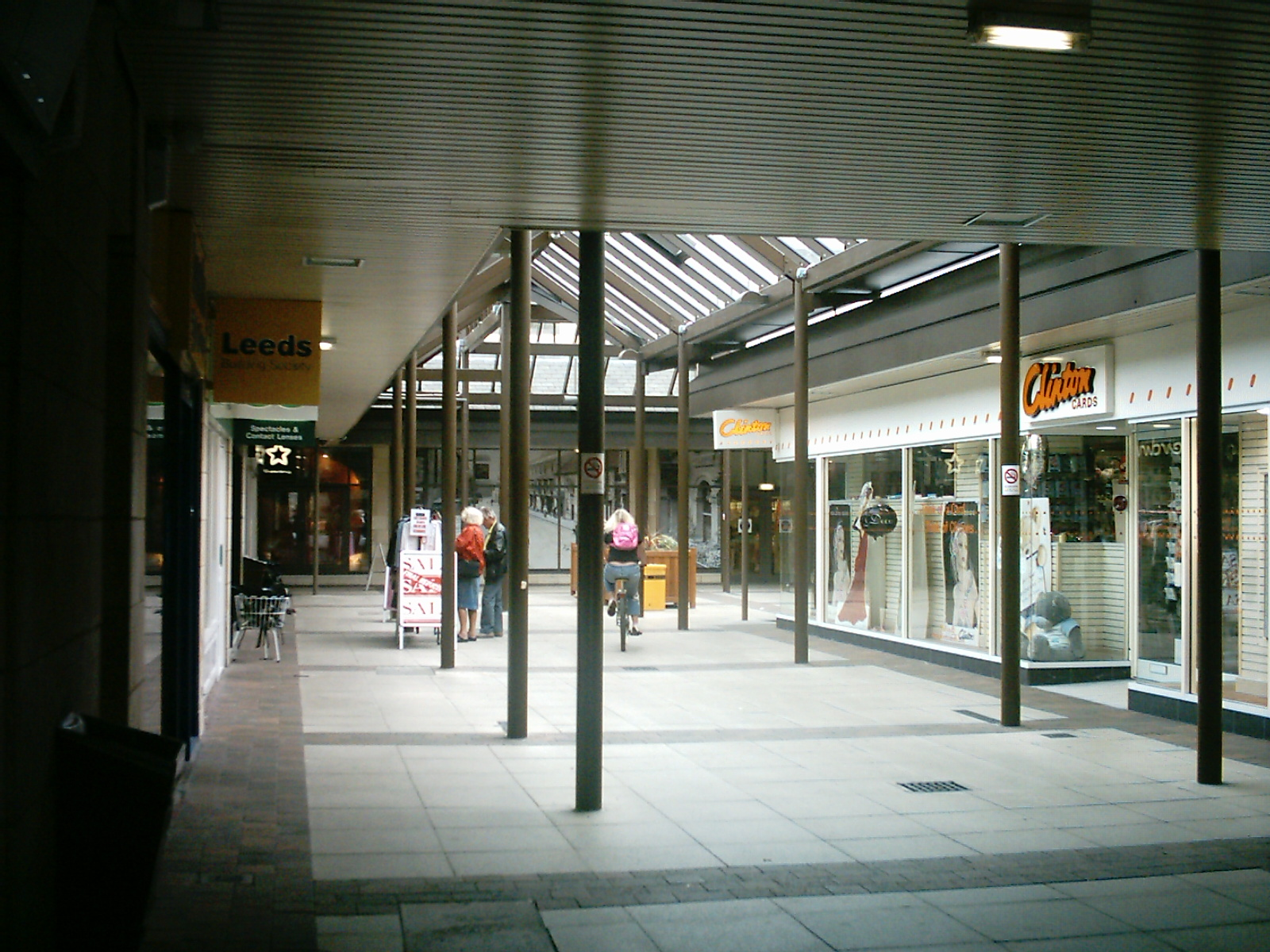
Horsefair Centre
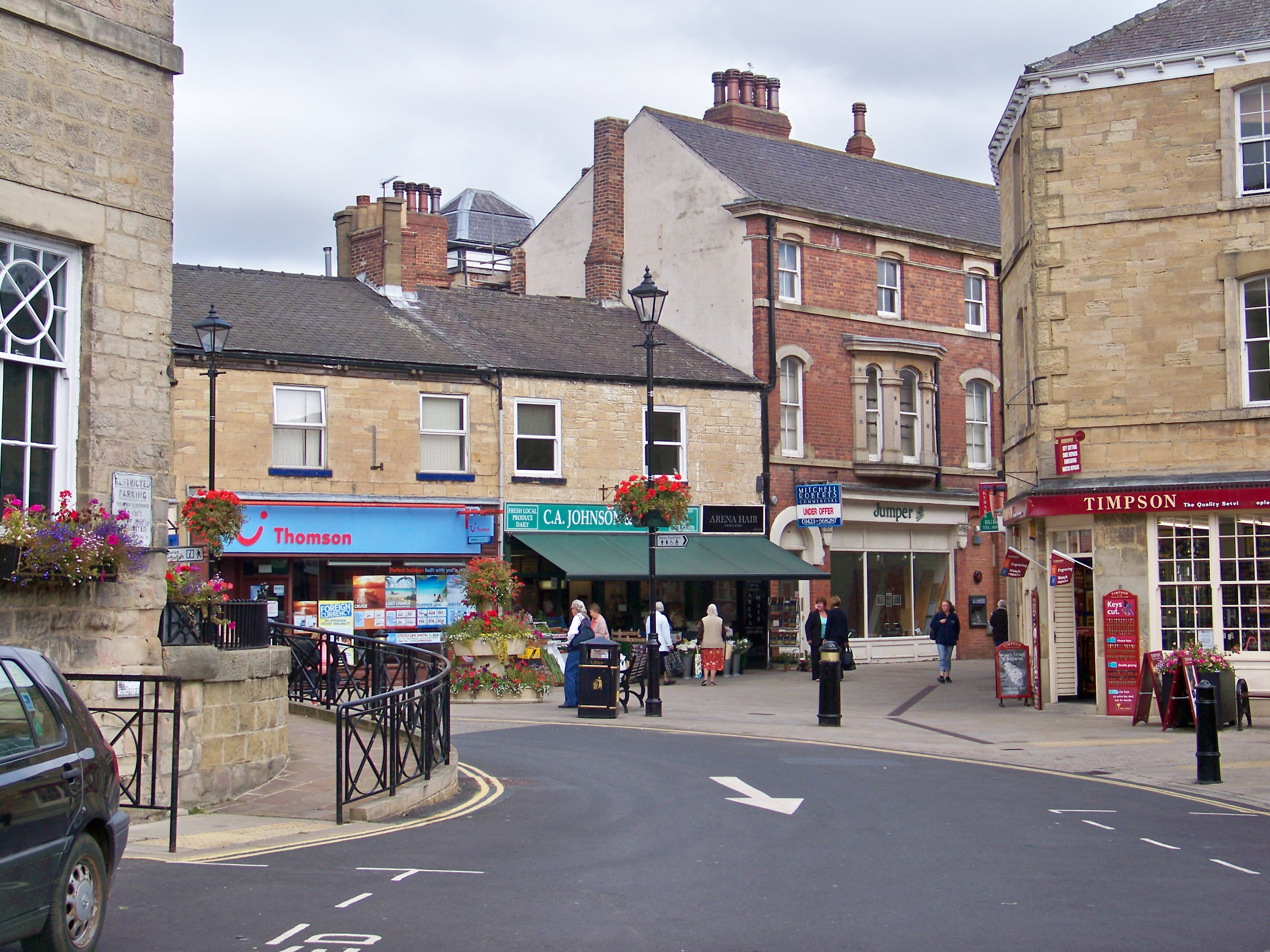
Market Place
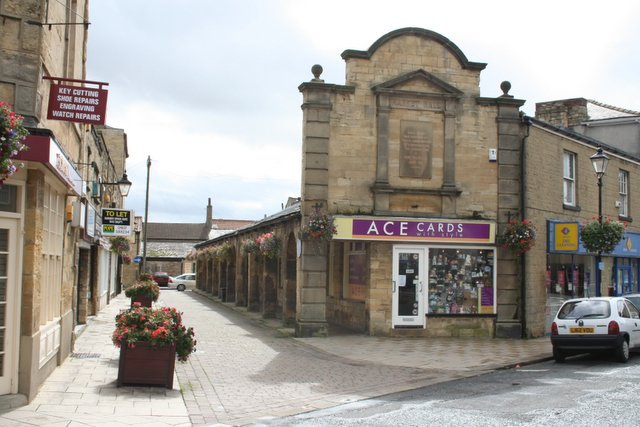
The Shambles